# Туровець (Міжріченський район)
Ту́ровець (рос. Туровец) — селище у складі Міжріченського району Вологодської області, Росія. Адміністративний центр Туровецького сільського поселення.

## Населення
Населення — 750 осіб (2010; 1027 у 2002).
Національний склад (станом на 2002 рік):
- росіяни — 97 %